# 500 kilomètres d'Homestead FIA GT 1998
Navigation
Édition suivante
Les 500 kilomètres d'Homestead 1998 FIA GT, disputées le 18 octobre 1998 sur le circuit d'Homestead-Miami, sont la neuvième manche du championnat FIA GT 1998.

## Course

### Classement de la course
Classement à l'issue de la course (vainqueurs de catégorie en gras), :
| Pos.   | Catégorie | N° | Écurie                           | Pilotes                                          | Châssis                     | Pneus | Tours |
| Pos.   | Catégorie | N° | Écurie                           | Pilotes                                          | Moteur                      | Pneus | Tours |
| ------ | --------- | -- | -------------------------------- | ------------------------------------------------ | --------------------------- | ----- | ----- |
| 1      | GT1       | 2  | AMG Mercedes                     | Klaus Ludwig Ricardo Zonta                       | Mercedes-Benz CLK LM        | B     | 141   |
| 1      | GT1       | 2  | AMG Mercedes                     | Klaus Ludwig Ricardo Zonta                       | Mercedes-Benz M119 6.0L V8  | B     | 141   |
| 2      | GT1       | 8  | Porsche AG                       | Jörg Müller Uwe Alzen                            | Porsche 911 GT1-98          | M     | 141   |
| 2      | GT1       | 8  | Porsche AG                       | Jörg Müller Uwe Alzen                            | Porsche 3.2L Turbo Flat-6   | M     | 141   |
| 3      | GT1       | 7  | Porsche AG                       | Yannick Dalmas Allan McNish                      | Porsche 911 GT1-98          | M     | 140   |
| 3      | GT1       | 7  | Porsche AG                       | Yannick Dalmas Allan McNish                      | Porsche 3.2L Turbo Flat-6   | M     | 140   |
| 4      | GT1       | 1  | AMG Mercedes                     | Bernd Schneider Mark Webber                      | Mercedes-Benz CLK LM        | B     | 140   |
| 4      | GT1       | 1  | AMG Mercedes                     | Bernd Schneider Mark Webber                      | Mercedes-Benz M119 6.0L V8  | B     | 140   |
| 5      | GT1       | 12 | Team Persson Motorsport          | Jean-Marc Gounon Marcel Tiemann                  | Mercedes-Benz CLK GTR       | B     | 140   |
| 5      | GT1       | 12 | Team Persson Motorsport          | Jean-Marc Gounon Marcel Tiemann                  | Mercedes-Benz M120 6.0L V12 | B     | 140   |
| 6      | GT1       | 3  | DAMS                             | Éric Bernard David Brabham                       | Panoz GTR-1                 | M     | 139   |
| 6      | GT1       | 3  | DAMS                             | Éric Bernard David Brabham                       | Ford (Roush) 6.0L V8        | M     | 139   |
| 7      | GT1       | 6  | Zakspeed Racing                  | Michael Bartels Max Angelelli                    | Porsche 911 GT1-98          | P     | 138   |
| 7      | GT1       | 6  | Zakspeed Racing                  | Michael Bartels Max Angelelli                    | Porsche 3.2L Turbo Flat-6   | P     | 138   |
| 8      | GT2       | 51 | Viper Team Oreca                 | Olivier Beretta Pedro Lamy                       | Chrysler Viper GTS-R        | M     | 130   |
| 8      | GT2       | 51 | Viper Team Oreca                 | Olivier Beretta Pedro Lamy                       | Chrysler 8.0L V10           | M     | 130   |
| 9      | GT2       | 56 | Roock Racing                     | Claudia Hürtgen Stéphane Ortelli                 | Porsche 911 GT2             | Y     | 129   |
| 9      | GT2       | 56 | Roock Racing                     | Claudia Hürtgen Stéphane Ortelli                 | Porsche 3.6L Turbo Flat-6   | Y     | 129   |
| 10     | GT2       | 70 | Marcos Racing International      | Christian Vann Harald Becker Cor Euser           | Marcos LM600                | D     | 128   |
| 10     | GT2       | 70 | Marcos Racing International      | Christian Vann Harald Becker Cor Euser           | Chevrolet 5.9L V8           | D     | 128   |
| 11     | GT2       | 63 | Krauss Race Sports International | Michael Trunk Bernhard Müller                    | Porsche 911 GT2             | D     | 126   |
| 11     | GT2       | 63 | Krauss Race Sports International | Michael Trunk Bernhard Müller                    | Porsche 3.6L Turbo Flat-6   | D     | 126   |
| 12     | GT2       | 58 | Roock Sportsystem                | André Ahrlé Andy Pilgrim                         | Porsche 911 GT2             | Y     | 125   |
| 12     | GT2       | 58 | Roock Sportsystem                | André Ahrlé Andy Pilgrim                         | Porsche 3.6L Turbo Flat-6   | Y     | 125   |
| 13     | GT2       | 81 | Freisinger Motorsport            | Wolfgang Kaufmann Michel Ligonnet                | Porsche 911 GT2             | ?     | 125   |
| 13     | GT2       | 81 | Freisinger Motorsport            | Wolfgang Kaufmann Michel Ligonnet                | Porsche 3.6L Turbo Flat-6   | ?     | 125   |
| 14     | GT2       | 65 | Konrad Motorsport                | Martin Stretton Toni Seiler                      | Porsche 911 GT2             | D     | 123   |
| 14     | GT2       | 65 | Konrad Motorsport                | Martin Stretton Toni Seiler                      | Porsche 3.6L Turbo Flat-6   | D     | 123   |
| 15     | GT2       | 76 | Seikel Motorsport                | Nigel Smith Andrew Bagnall Max Cohen-Olivar      | Porsche 911 GT2             | P     | 120   |
| 15     | GT2       | 76 | Seikel Motorsport                | Nigel Smith Andrew Bagnall Max Cohen-Olivar      | Porsche 3.6L Turbo Flat-6   | P     | 120   |
| 16     | GT2       | 61 | Elf Haberthur Racing             | Klaus Horn Mauro Casadei                         | Porsche 911 GT2             | G     | 120   |
| 16     | GT2       | 61 | Elf Haberthur Racing             | Klaus Horn Mauro Casadei                         | Porsche 3.6L Turbo Flat-6   | G     | 120   |
| 17     | GT2       | 87 | Seikel Motorsport                | Christian Vogler Gerhard Marchner Manfred Jurasz | Porsche 911 GT2             | P     | 117   |
| 17     | GT2       | 87 | Seikel Motorsport                | Christian Vogler Gerhard Marchner Manfred Jurasz | Porsche 3.6L Turbo Flat-6   | P     | 117   |
| 18     | GT2       | 86 | Larbre Compétition               | Jean-Luc Chéreau Jack Leconte                    | Porsche 911 GT2             | M     | 113   |
| 18     | GT2       | 86 | Larbre Compétition               | Jean-Luc Chéreau Jack Leconte                    | Porsche 3.6L Turbo Flat-6   | M     | 113   |
| 19     | GT2       | 57 | Roock Racing                     | Bruno Eichmann Mike Hezemans                     | Porsche 911 GT2             | Y     | 98    |
| 19     | GT2       | 57 | Roock Racing                     | Bruno Eichmann Mike Hezemans                     | Porsche 3.6L Turbo Flat-6   | Y     | 98    |
| 20     | GT2       | 71 | Marcos Racing International      | Herman Buurman Manno Schaafsma                   | Marcos LM600                | D     | 95    |
| 20     | GT2       | 71 | Marcos Racing International      | Herman Buurman Manno Schaafsma                   | Chevrolet 5.9L V8           | D     | 95    |
| 21 DNF | GT1       | 11 | Team Persson Motorsport          | Christophe Bouchut Bernd Mayländer               | Mercedes-Benz CLK GTR       | B     | 95    |
| 21 DNF | GT1       | 11 | Team Persson Motorsport          | Christophe Bouchut Bernd Mayländer               | Mercedes-Benz M120 6.0L V12 | B     | 95    |
| 22 DNF | GT2       | 52 | Viper Team Oreca                 | Karl Wendlinger David Donohue                    | Chrysler Viper GTS-R        | M     | 90    |
| 22 DNF | GT2       | 52 | Viper Team Oreca                 | Karl Wendlinger David Donohue                    | Chrysler 8.0L V10           | M     | 90    |
| 23 DNF | GT2       | 69 | Proton Competition               | Gerold Ried Patrick Vuillaume                    | Porsche 911 GT2             | P     | 65    |
| 23 DNF | GT2       | 69 | Proton Competition               | Gerold Ried Patrick Vuillaume                    | Porsche 3.6L Turbo Flat-6   | P     | 65    |
| 24 DNF | GT2       | 53 | Chamberlain Engineering          | Ni Amorim Dominic Chappell Hans Hugenholtz       | Chrysler Viper GTS-R        | D     | 46    |
| 24 DNF | GT2       | 53 | Chamberlain Engineering          | Ni Amorim Dominic Chappell Hans Hugenholtz       | Chrysler 8.0L V10           | D     | 46    |
| 25 DNF | GT2       | 66 | Konrad Motorsport                | Jan Lammers Franz Konrad                         | Porsche 911 GT2             | D     | 21    |
| 25 DNF | GT2       | 66 | Konrad Motorsport                | Jan Lammers Franz Konrad                         | Porsche 3.6L Turbo Flat-6   | D     | 21    |
| 26 DNF | GT2       | 60 | Elf Haberthur Racing             | Michel Neugarten Gerd Ruch Zak Brown             | Porsche 911 GT2             | G     | 7     |
| 26 DNF | GT2       | 60 | Elf Haberthur Racing             | Michel Neugarten Gerd Ruch Zak Brown             | Porsche 3.6L Turbo Flat-6   | G     | 7     |
| DNS    | GT1       | 5  | Zakspeed Racing                  | Armin Hahne Andreas Scheld                       | Porsche 911 GT1-98          | P     | –     |
| DNS    | GT1       | 5  | Zakspeed Racing                  | Armin Hahne Andreas Scheld                       | Porsche 3.2L Turbo Flat-6   | P     | –     |
| DNS    | GT2       | 62 | Stadler Motorsport               | Renato Mastropietro (en) Uwe Sick                | Porsche 911 GT2             | P     | –     |
| DNS    | GT2       | 62 | Stadler Motorsport               | Renato Mastropietro (en) Uwe Sick                | Porsche 3.6L Turbo Flat-6   | P     | –     |
| DNS    | GT2       | 80 | GP Motorsport                    | Daniel Dor Robert Schirle Peter Gregg            | Saleen Mustang SR           | ?     | –     |
| DNS    | GT2       | 80 | GP Motorsport                    | Daniel Dor Robert Schirle Peter Gregg            | Ford 5.9L V8                | ?     | –     |